# Lynn Redgrave
Lynn Rachel Redgrave OBE (Marylebone, Londres, 8 de març de 1943 − Kent, Connecticut, Estats Units, 2 de maig de 2010) va ser una actriu anglesa.
Era membre de la família Redgrave. Va rebre nominacions a l'Oscar (Academy Award) i un premi Golden Globe Award.

## Filmografia

### Cinema
| Any  | Títol                                                                     | Paper                            | Notes |
| ---- | ------------------------------------------------------------------------- | -------------------------------- | --- |
| 1963 | Tom Jones                                                                 | Susan                            | |
| 1964 | Girl with Green Eyes                                                      | Baba Brennan                     | |
| 1966 | Georgy (Georgy Girl)                                                      | Georgy                           | Globus d'Or a la millor actriu musical o còmica Nominació − Oscar a la millor actriu Nominació − BAFTA a la millor actriu britànica       |
| 1966 | The Deadly Affair                                                         | Virgin                           | |
| 1967 | Smashing Time                                                             | Yvonne                           | |
| 1969 | The Virgin Soldiers                                                       | Phillipa Raskin                  | |
| 1970 | Last of the Mobile Hot Shots                                              | Myrtle Kane                      | |
| 1971 | Long Live Your Death                                                      | Mary O'Donnell                   | També coneguda com Don't Turn the Other Cheek!                                                                                            |
| 1972 | Every Little Crook and Nanny                                              | Miss Poole                       | |
| 1972 | Everything You Always Wanted to Know About Sex* (*But Were Afraid to Ask) | Reina                            | |
| 1973 | The National Health                                                       | Infermera Betty Martin           | |
| 1975 | The Happy Hooker                                                          | Xaviera Hollander                | |
| 1976 | The Big Bus                                                               | Camille Levy                     | |
| 1980 | Sunday Lovers                                                             | Lady Davina                      | Segment: "An Englishman's Home" |
| 1987 | Morgan Stewart's Coming Home                                              | Nancy Stewart                    | |
| 1989 | Getting It Right                                                          | Joan                             | |
| 1989 | Midnight                                                                  | Midnight                         | |
| 1996 | Shine                                                                     | Gillian                          | Nominació − BAFTA a la millor actriu secundària                                                                                           |
| 1998 | Gods and Monsters                                                         | Hanna                            | Globus d'Or a la millor actriu secundària Nominació − Oscar a la millor actriu secundària Nominació − BAFTA a la millor actriu secundària |
| 1998 | The Hairy Bird                                                            | Miss McVane                      | També coneguda com All I Wanna Do |
| 1999 | Touched                                                                   | Carrie                           | |
| 1999 | The Annihilation of Fish                                                  | Poinsettia                       | |
| 2000 | The Simian Line                                                           | Katharine                        | |
| 2000 | Gairebé perfecte (The Next Best Thing)                                    | Helen Whittaker                  | |
| 2000 | La força del passat (Deeply)                                              | Celia                            | |
| 2000 | How to Kill Your Neighbor's Dog                                           | Edna                             | |
| 2000 | Lion of Oz                                                                | Wicked Witch of the East (veu)   | |
| 2001 | Venus and Mars                                                            | Emily Vogel                      | |
| 2001 | My Kingdom                                                                | Mandy                            | |
| 2002 | Spider                                                                    | Mrs. Wilkinson                   | |
| 2002 | Unconditional Love                                                        | Nola Fox                         | |
| 2002 | Els Thornberrys: La pel·lícula (The Wild Thornberrys Movie)               | Cordelia Thornberry (veu)        | |
| 2002 | Hansel and Gretel                                                         | Dona / Bruixa                    | |
| 2002 | Anita and Me                                                              | Mrs. Ormerod                     | |
| 2003 | Charlie's War                                                             | Àvia Lewis                       | |
| 2003 | Peter Pan                                                                 | Tia Millicent                    | |
| 2005 | La comtessa russa (The White Countess)                                    | Olga Belinskya                   | |
| 2007 | The Jane Austen Book Club                                                 | Mama Sky                         | |
| 2009 | My Dog Tulip                                                              | Nancy / Greengrocer's Wife (veu) | |

### Televisió
| Any       | Títol                                          | Paper                       | Notes |
| --------- | ---------------------------------------------- | --------------------------- | --- |
| 1965      | Sunday Out of Season                           | Elaine                      | Telefilm |
| 1966      | Comedy Playhouse                               | Sheila                      | Episodi: "The End of the Tunnel" |
| 1966      | Love Story                                     | Rosemarie                   | Episodi: "Ain't Afraid to Dance" |
| 1966      | Armchair Theatre                               | Polly Barlow                | Episodi: "Pretty Polly" |
| 1967      | Armchair Theatre                               | Ivy Toft Caroline           | Episodis: "I Am Osango" i "What's Wrong with Humpty Dumpty?" |
| 1968      | Love Story                                     | Mary Downey                 | Episodi: "The Egg on the Face of the Tiger" |
| 1971      | Play of the Month                              | Helena                      | Episodi: "A Midsummer Night's Dream" |
| 1973      | Play of the Month                              | Eliza Doolittle             | Episodi: "Pygmalion" |
| 1974      | Vienna 1900                                    | Berta Garlan                | Episodi: "The Spring Sonata" |
| 1974      | The Turn of the Screw                          | Miss Jane Cubberly          | Telefilm |
| 1976      | Kojak                                          | Claire                      | Episodi: "A Hair-Trigger Away" |
| 1978      | Disco Beaver from Outer Space                  | Dr. Van Helsing             | Telefilm |
| 1978-1979 | Centennial                                     | Charlotte Buckland Seccombe | Minisèrie |
| 1979      | Beggarman, Thief                               | Kate Jordache               | Minisèrie |
| 1979-1981 | House Calls                                    | Ann Anderson                | Paper principal (41 episodis) Nominació − Globus d'Or a la millor actriu en sèrie musical o còmica Nominació − Primetime Emmy a la millor actriu en sèrie còmica |
| 1980      | Gauguin the Savage                             | Mette Gad                   | Telefilm |
| 1980      | The Seduction of Miss Leona                    | Miss Leona de Vose          | Telefilm |
| 1982      | Rehearsal for Murder                           | Monica Welles               | Telefilm |
| 1982      | CBS Schoolbreak Special                        | Sarah Cotter                | Episodi: "The Shooting" |
| 1982      | The Love Boat                                  | Patti White                 | 1 episodi |
| 1982-1983 | Teachers Only                                  | Diana Swanson               | Paper principal (21 episodis) |
| 1983      | Hotel                                          | Cathy Knight                | Episodi: "Relative Loss" |
| 1983      | Antony and Cleopatra                           | Cleòpatra                   | Telefilm |
| 1984      | Fantasy Island                                 | Kristen Robbins             | 1 episodi |
| 1984      | The Fainthearted Feminist                      | Martha                      | |
| 1984      | Murder, She Wrote                              | Abby Benton Freestone       | Episodi: "It's a Dog's Life" |
| 1985      | The Bad Seed                                   | Monica Breedlove            | Telefilm |
| 1986      | My Two Loves                                   | Marjorie Lloyd              | Telefilm |
| 1986      | Hotel                                          | Audrey Beck                 | Episodi: "Restless Nights" |
| 1988      | A Woman Alone                                  | Dona                        | Telefilm |
| 1989      | Screen Two                                     | Pauline Williams            | Episodi: "Death of a Son" |
| 1989      | Chicken Soup                                   | Maddie Peerce               | Paper principal (12 episodis) |
| 1990      | Silent Mouse                                   | Narrador                    | Telefilm |
| 1990      | The Great American Sex Scandal                 | Abby Greyhouwsky            | Telefilm |
| 1991      | What Ever Happened to Baby Jane?               | Jane Hudson                 | Telefilm |
| 1993      | Calling the Shots                              | Maggie Donnelly             | |
| 1997      | Toothless                                      | Rogers                      | Telefilm |
| 1997      | Indefensible: The Truth About Edward Brannigan | Monica Brannigan            | Telefilm |
| 1998      | White Lies                                     | Inga Kolneder               | Telefilm |
| 1998-2001 | Rude Awakening                                 | Trudy Frank                 | Paper principal (55 episodis) |
| 1999      | Different                                      | Amanda Talmadge             | Telefilm |
| 1999      | A Season for Miracles                          | Hon. Judge Nancy Jakes      | Telefilm |
| 2001      | Varian's War                                   | Alma Werfel-Mahler          | Telefilm |
| 2002      | My Sister's Keeper                             | Helen Margaret Chapman      | Telefilm |
| 2003      | The Wild Thornberrys                           | Cordelia (veu)              | Episodis: "Sir Nigel: Parts 1 & 2" |
| 2006-2007 | Eloise: The Animated Series                    | Nanny (veu)                 | 6 episodis |
| 2007      | Desperate Housewives                           | Dahlia Hainsworth           | Episodi: "Dress Big" |
| 2007      | Nurses                                         | Peggy Rice                  | Telefilm |
| 2009      | Law & Order: Criminal Intent                   | Emily Huntford              | Episodi: "Folie a Deux" |
| 2009      | Ugly Betty                                     | Olivia Guillemette          | Episodi: "The Butterfly Effect: Part 1" |

## Teatre
| Any       | Títol                           | Paper               | Notes      |
| --------- | ------------------------------- | ------------------- | ---------- |
| 1962      | A Midsummer Night's Dream       | Helena              |            |
| 1962      | Billy Liar                      |                     |            |
| 1962      | The Tulip Tree                  |                     |            |
| 1963      | The Recruiting Officer          | Rose                |            |
| 1963      | Andorra                         | Barblin             |            |
| 1963      | Hamlet                          |                     |            |
| 1964      | Hay Fever                       | Jackie              |            |
| 1965      | Much Ado About Nothing          | Margaret            |            |
| 1965-1966 | Love for Love                   |                     |            |
| 1967      | Black Comedy / The White Liars  | Carol Melkett       |            |
| 1970      | The Two of Us                   |                     |            |
| 1971      | Slag                            |                     |            |
| 1974      | My Fat Friend                   | Vicky               |            |
| 1976      | Mrs. Warren's Profession        | Vivie Warren        |            |
| 1976      | Knock Knock                     | Joan                | Substituta |
| 1976      | Misalliance                     |                     |            |
| 1977-1978 | Saint Joan                      | Joan                |            |
| 1985      | Aren't We All?                  | Hon. Mrs. W. Tatham |            |
| 1987      | Sweet Sue                       | Susan Too           |            |
| 1989-1990 | Love Letters                    | Melissa Gardner     | Substituta |
| 1992      | A Little Hotel on the Side      | Angelique Pinglet   |            |
| 1992      | The Master Builder              | Mrs. Aline Solness  |            |
| 1993-1994 | Shakespeare for My Father       |                     |            |
| 1995-1996 | Moon Over Buffalo               | Charlotte Hay       | Substituta |
| 2001      | Noises Off                      |                     |            |
| 2002      | Company                         | Joanne              |            |
| 2005      | The Constant Wife               | Mrs. Culver         |            |
| 2009      | The Importance of Being Earnest | Lady Bracknell      |            |